# جامع الحلة الكبير
جامع الحلة الكبير، هو من مساجد العراق التاريخية الأثرية ويقع في بابل بقضاء الحلة، في محلة الجبران بالسوق الكبير، ولقد تم بناؤهُ عام 1125هـ/1713م، في زمن الوالي يوسف بك في عهد الدولة العثمانية، وبني من مادة الطابوق ويعد أقدم جامع في المنطقة، ولقد تم صيانته وترميمه عدة مرات وكان آخرها عام 1429هـ/ 2008م، من قبل ديوان الوقف السني في العراق وتمت عملية الصيانة والترميم مع مراعاة الطابع القديم التراثي لهُ، ويحتوي الجامع على حرم واسع يتسع لأكثر من ألف مصل، وتعلوهُ قبة خضراء اللون وفي باحة مبنى الجامع منارة مئذنة أثرية ذات حوض واحد وتستند على قاعدة مثمنة الأضلاع مبنية من الطابوق، وتقام في الجامع حالياً صلاة الجمعة وصلاة العيدين والصلوات الخمس المكتوبة.

## اغتيال مؤذن الجامع
تم اغتيال الشيخ عطا عسكر مؤذن جامع الحلة الكبير بالقرب من داره من قبل مجموعة من المسلحين، حيث اطلقوا النار عليه، يوم الأحد الموافق 21 تموز 2013م، وبواسطة اسلحة كاتمة للصوت، بعد عودته من الجامع واردوه قتيلاً امام منزله في حي الحكام وسط الحلة.

## جامعة الحلة الدينية
شغل موقع الجامع بعد عام 2008م، إدارة جامعة الحلة الدينية، وهي جامعة يديرها رجل الدين الشيعي فرقد القزويني، بموجب عقد مساطحة بينه وبين ديوان الوقف السني في العراق، وقد اسس القزويني فيه جامعة الحلة للدراسات العلمية والإنسانية والدينية التي لم تحصل على اعتراف وزارة التعليم العالي والبحث العلمي، كما أسس فيه عدة مدارس اعدادية ومتوسطة ومبنى اذاعة الفراتين وقناة (نحن) الفضائية.
ولقد أمهل مجلس محافظة بابل إدارة جامعة الحلة للدراسات العلمية والإنسانية والدينية (15) يوما لتخلية مبنى جامع الحلة الكبير، اعتبارا من يوم 20 كانون الأول 2012 بينما شكلت المحافظة لجنة خاصة لجرد موجودات الجامع وتوثيقها تمهيدا لتنفيذ قرار التخلية.
إذ ان وزير العدل ابطل عقد المساطحة الذي كان مبرما بين ادارة الوقف السني وإدارة جامعة الحلة، على اعتبار ان الجامع يندرج ضمن الجوامع الرئاسية التي كانت ملكيتها تعود إلى وزارة الاوقاف والشؤون الدينية المنحلة، وذلك تمهيدا لنقله إلى وصاية ورعاية الوقف الشيعي.
وما زال الجامع ضمن ملكية الوقف السني لحد الآن.